# Quảng Khê, Ba Bể
Quảng Khê là một xã thuộc huyện Ba Bể, tỉnh Bắc Kạn, Việt Nam.

## Địa lý
Xã Quảng Khê có vị trí địa lý:
- Phía bắc giáp các xã Khang Ninh, Thượng Giáo, Địa Linh
- Phía đông giáp xã Yến Dương
- Phía nam giáp xã Đồng Phúc và xã Hoàng Trĩ
- Phía tây giáp xã Nam Mẫu và huyện Chợ Đồn.

Xã Quảng Khê có diện tích 55,07 km², dân số năm 2019 là 3.416 người, mật độ dân số đạt 62 người/km².
Xã có các dòng suối ngòi Lèng, Khuổi Phảng, Bản Mán, tạo thành sông Chò Lèn đổ vào hồ Ba Bể.

## Hành chính
Xã Quảng Khê được chia thành 11 thôn: Lủng Quang, Bản Pyạc, Bản Pyàn, Nà Chom, Tổng Chảo, Pù Lùng, Chợ Lèng, Nà Lẻ, Nà Hai, Nà Vài, Lẻo Keo.